# Eugène Cardine
Eugène Cardine (Courseulles-sur-Mer, 11 aprile 1905 – Solesmes, 24 gennaio 1988) è stato un monaco cristiano e musicologo francese, appartenente all'Ordine di San Benedetto e specializzato in canto gregoriano.

## Biografia[1]
Figlio di un farmacista, Alexandre Cardine studiò al «Collège Sainte-Marie» di Caen, dovendo interrompere gli studi per tre anni in séguito ad una grave malattia. Entrò al seminario di Caen nel 1922, e ottenne nel 1924-1925 il «baccalauréat ès lettres» alla locale università.
Passato (1925) al seminario di Bayeux, diventa ivi maestro di coro e riceve gli ordini minori il 29 giugno 1928. Entrato nell'abbazia benedettina di Solesmes il 3 ottobre 1928, Alexandre Cardine assunse il nome religioso di Eugène e prese i voti monastici il 29 giugno 1930. Fu ordinato sacerdote il 2 settembre 1934. A Solesmes divenne specialista di canto liturgico e primo cantore dal 1940 al 1952. Svolse anche funzione di organista accompagnatore. Traccia del lavoro di quegli anni è il volume poi noto come Graduel neumé; si trattava della copia personale del Graduale Romanum sulla quale dom Cardine, per compiere meglio il suo ufficio di cantore, trascriveva dagli antichi manoscritti in notazione neumatica grafie di particolare interesse, indicava passi paralleli, segnalava problemi da risolvere.
Nel 1952 Cardine fu chiamato a Roma come professore di paleografia gregoriana presso il Pontificio istituto di musica sacra. Nominato componente della sezione liturgia della Commissione Preparatoria del Concilio Vaticano II, fu, dopo il Vaticano II, componente della Commissione ad exsequendam Constitutionem de Sacra Liturgia e prese parte attiva alla realizzazione dei libri per la liturgia latina dopo questo concilio; nel 1968 fu nominato Consultore della Sacra Congregazione dei Riti. Lasciò l'insegnamento romano nel 1984 e tornò a Solesmes, dove nel corso dei decenni si era creata una solida collaborazione con altri studiosi e confratelli come dom Jean Claire e dom Jacques Hourlier. A Solesmes dom Cardine morì nel 1988.

## Ricerche e scoperte[2]
A dom Cardine si debbono sostanzialmente due importanti ipotesi interpretative, da lui raggiunte indagando soprattutto sulle grafie dei manoscritti in notazione metense e in notazione sangallese:
- il concetto di valore sillabico come base del ritmo del canto gregoriano. L'unità di base di questo ritmo è la sillaba latina enunciata nella recitazione cantata a velocità normale di proclamazione: non la lettura privata e casuale, ma l'enunciazione liturgica del testo sacro (la cosiddetta cantillazione), che presenta una sostanziale regolarità e stabilità nell'emissione del testo. Quindi la base ritmica del gregoriano non è da identificarsi in un dato di durata musicale ma verbale.
- il concetto di stacco neumatico (coupure neumatique nell'enunciazione francese originaria, Neumentrennung in tedesco, neumatic cut in inglese). In certe condizioni, il notatore interrompe il tracciato del neuma anche quando potrebbe continuare il tracciato senza interruzioni. Il punto dove il notatore interrompe il tracciato è particolarmente rilevato e corrisponde ad un'articolazione ritmica.

Il primo di questi principi rappresentava in un certo senso un ritorno alle intuizioni di studiosi ottocenteschi come dom Joseph Pothier, dimenticate nella teorizzazione novecentesca a Solesmes, mentre il secondo principio era assolutamente originale. Questi principi diedero origine ad una particolare scienza, la semiologia gregoriana, che si ripromette di indagare sul significato musicale delle grafie neumatiche antiche.
Particolarmente durevole l'opera didattica di dom Cardine nel suo trentennio romano: ebbe moltissimi allievi che svilupparono ricerche paleografiche sotto la guida del maestro, pubblicate in volumi e riviste in tutto il mondo. Altra conseguenza indiretta di questo magistero è la pubblicazione del Graduale Triplex, realizzato da due allievi di dom Cardine, Rupert Fischer e Marie-Claire Billecocq.

## Opere

### Volumi
- Graduel Neumé, Solesmes 1966. Riproduzione della copia personale del Graduale con note di dom Cardine.
- Semiologia gregoriana, Roma 1968, Roma 1979². Il volume è il risultato degli appunti del corso di dom Cardine, redatti dai suoi allievi Godehard Joppich e Rupert Fischer (testo italiano rivisto da Bonifacio (Giacomo) Baroffio). Il testo fu tradotto in varie lingue: francese (Sémiologie grégorienne, «Etudes Grégoriennes» XI (1970), pp. 1–158, traduzione francese di Marie-Elisabeth Mosseri, poi volume autonomo); inglese (Gregorian Semiology, trad. Robert M. Fowels, Solesmes 1982); spagnola (Semiologia Gregoriana, Burgos, Centro Nacional de Difusión del Canto Gregoriano, Abadía de Silos, 1982); tedesca (Gregorianische Semiologie, Solesmes 2003).
- Primo anno di canto gregoriano, Roma 1970, poi riedito a Solesmes; traduzioni in francese (Première année de chant grégorien, Solesmes 1975); e inglese (Beginning Studies in Gregorian Chant, Solesmes 1988).

### Articoli
- Signification de la désagrégation terminale, «Revue grégorienne» XXXI (1952), 55–65
- La corde récitative du 3e ton psalmodique dans l'ancienne tradition sangallienne, «Etudes Grégoriennes», I (1954), 47–52
- L'interprétation traditionnelle du chant grégorien, Katholische Kirchenmusik II, Wien 1954, 105–10
- Neumes et rythme, in Congrès de musique sacrée III, Paris 1957, 264–76 = «Etudes Grégoriennes» III (1959), 146–54
- Théroriciens et théoriciens: à propos de quelques exemples d'élision dans la mélodie grégorienne, «Etudes Grégoriennes» II (1957), 27–35
- Preuves paléographiques du principe des “coupures” dans les neumes, «Etudes Grégoriennes» IV (1961), 43–54
- Le chant grégorien est-il mesuré?, «Etudes Grégoriennes» VI (1963), 7–38
- Neume, «Etudes Grégoriennes» X (1969), 13–28
- A propos des formes possibles d'une figure neumatique: le pes subbipunctis dans les premiers manuscrits sangalliens, in Sacerdos et cantus gregoriani magister: Festschrift Ferdinand Haberl, ed. F.A. Stein, Regensburg 1977, 61–9
- Vue d'ensemble sur le chant grégorien, «Etudes Grégoriennes» XVI (1977), 173–92. Pubblicato da Solesmes anche come volume autonomo.
- Les limites de la sémiologie en chant grégorien, «Etudes Grégoriennes» XXIII (1989), 5–10